# Sinfonie KV 161 (Mozart)
Die zweisätzige Ouvertüre zur Oper „Il sogno di Scipione“ Köchelverzeichnis 161 ergänzte Wolfgang Amadeus Mozart im Jahr 1772 durch Hinzufügen eines Schlusssatzes KV 163 zu einer dreisätzigen Konzertsinfonie.

## Allgemeines

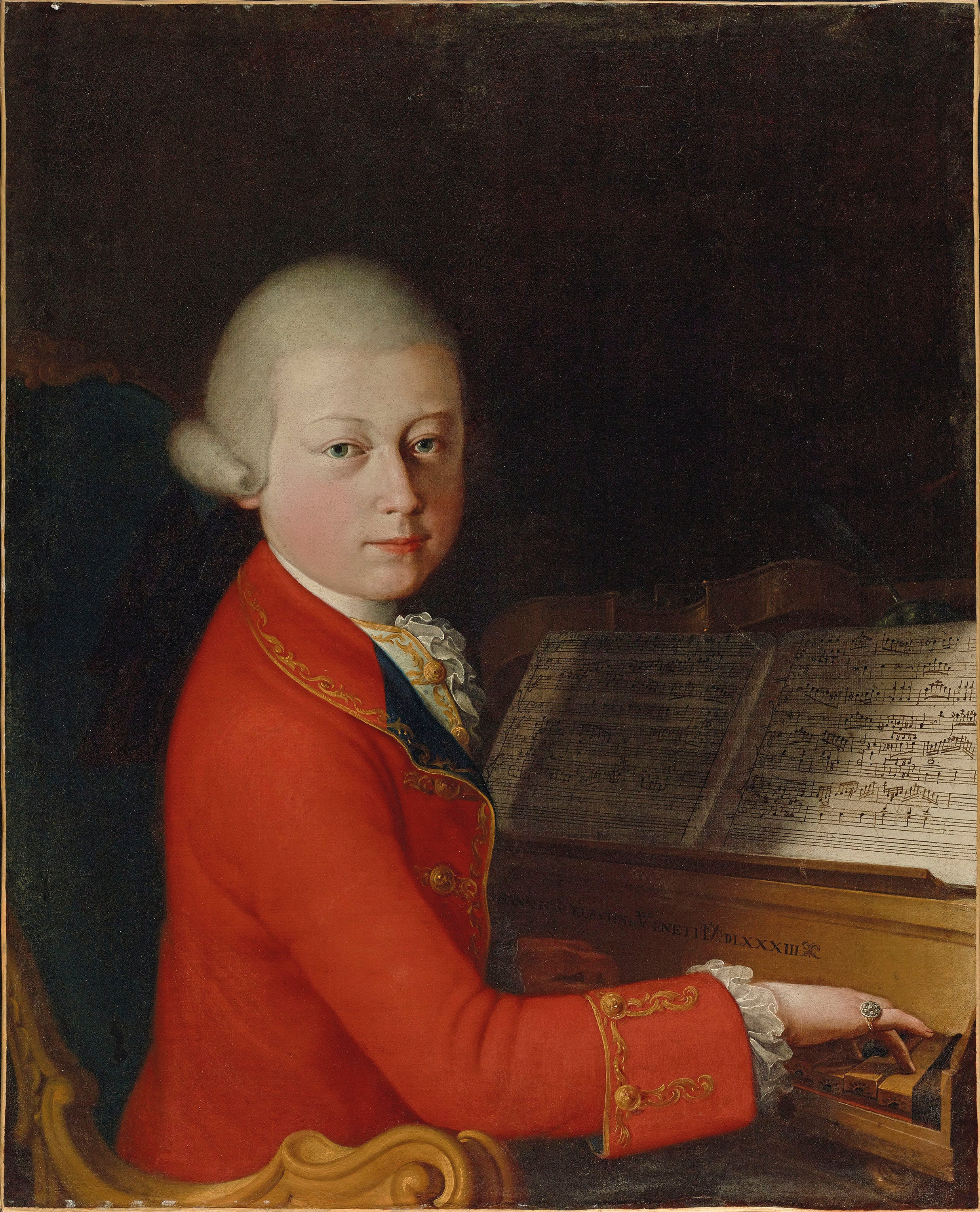
Gemälde Mozarts von Saverio dalla Rosa, Januar 1770

Im März 1772 hatte Mozart in Salzburg seine Oper „Il sogno di Scipione“ Köchelverzeichnis (KV) 126 komponiert, die durch eine zweisätzige Ouvertüre in D-Dur eingeleitet wird. Diese Ouvertüre mit der eigenen KV-Nummer 161 geht unmittelbar in die erste Szene über. Später ergänzte Mozart beide Sätze durch ein nachkomponiertes Finale (KV 163), um das Werk als dreisätzige Konzertsinfonie separat spielen zu können, vermutlich für Aufführungen bei Mailänder Gönnern im Herbst 1772. Ähnlich war Mozart bei dem im Jahr vorher komponierten Singspiel Ascanio in Alba vorgegangen (KV 111, nachkomponiertes Finale KV 120).
Die Sinfonie war insbesondere in Mozarts Jugendzeit noch keine einheitliche Gattung, bspw. wurden Opern-Ouvertüren als Sinfonia o. a. bezeichnet, (Konzert-)Sinfonien umgekehrt auch als Ouvertura, z. B. wenn sie das Einleitungsstück für einen Konzertabend bildeten. Die Ouvertüren zu den Opern Mitridate, re di Ponto KV 87 und Lucio Silla KV 135 hatte Mozart von vorneherein – wie für eine zeitgenössische italienische Ouvertüre üblich – als dreisätzige Werke angelegt. Von den üblicherweise als Sinfonien bezeichneten Werken Mozarts zeigen z. B. KV 74, KV 162, KV 181 und KV 318 ouvertürenhafte Züge. KV 161 / 163 weist typische Merkmale dieser Werkgattung auf:
- pompöser Einleitungssatz mit signalartiger Dreiklangsmelodik, forte-piano – Kontraste, opernhaft-„dramatisches“ Tremolo, plötzliche Moll-Einbrüche; der Satz läuft ohne Wiederholungen durch;
- sanglicher, langsamer Mittelsatz mit pastoral-friedlicher Stimmung;
- rasantes, kurzes Finale als „Kehraus“;
- ineinander übergehende Sätze.

Die Alte Mozart-Ausgabe (erschienen 1879–1882) führt 41 Sinfonien mit der Nummerierung von 1 bis 41. Weitere Werke wurden bis 1910 in Ergänzungsbänden veröffentlicht. Die darin enthaltenen Sinfonien sind manchmal mit den Nummern 42 bis 55 bezeichnet (KV 161 / 163 hat die Nummer 50), auch wenn es sich um frühere Werke als Mozarts letzte Sinfonie KV 551 von 1788 handelt, die nach der Alten Mozart-Ausgabe die Nummer 41 trägt.

## Zur Musik
Besetzung: zwei Querflöte, zwei Oboen, zwei Hörner, zwei Trompeten, Pauken, zwei Violinen, Viola, Cello, Kontrabass. In zeitgenössischen Orchestern war es zudem üblich, auch ohne gesonderte Notierung Fagott und Cembalo (sofern im Orchester vorhanden) zur Verstärkung der Bass-Stimme bzw. als Generalbass-Instrument einzusetzen.
Aufführungszeit: ca. 8 Minuten.
Bei den hier benutzten Begriffen der Sonatensatzform ist zu berücksichtigen, dass dieses Schema in der ersten Hälfte des 19. Jahrhunderts entworfen wurde (siehe dort) und von daher nur mit Einschränkungen auf die Sinfonie KV 161 übertragen werden kann. – Die hier vorgenommene Beschreibung und Gliederung der Sätze ist als Vorschlag zu verstehen. Je nach Standpunkt sind auch andere Abgrenzungen und Deutungen möglich.

### Erster Satz: Allegro moderato
D-Dur, 2/2-Takt (alla breve), 135 Takte
Die Audiowiedergabe wird in deinem Browser nicht unterstützt. Du kannst die Audiodatei herunterladen.
Die Eröffnung des Satzes ist von starken Kontrasten geprägt: Zunächst ein fanfarenartiges Dreiklangssignal im Forte-Unisono, dann zwei Piano-Motive mit punktiertem Rhythmus in Pizzicato-Terzen. Dieses erste Thema (Takt 1–12) wird wiederholt und führt dann in eine kurze Überleitung mit Akkordmelodik und Vorschlagsfiguren hinein, die zur Dominante A-Dur wechselt.
Das gesangliche zweite Thema (Takt 36 ff., A-Dur) mit seinem wiederholten zweitaktigen Motiv wird von einer teppichartigen Begleitfigur der 2. Violine / Viola angekündigt. Es bekommt in seiner Fortspinnung mit Synkopen eine kurze Trübung nach a-Moll und führt ab Takt 43 in die Schlussgruppe mit absteigender Basslinie über Tremolo und Akkordmelodik.
Der zweite Teil des Satzes beginnt nach einer Generalpause als überraschender Akkord auf Fis (Terz Ais-Fis), der als Ausgangspunkt für ein neues, zunächst nach h-Moll wechselndes Thema dient. Nach A-Dur gerückt, wird es wiederholt, ehe ab Takt 76 bereits die Hinleitung zur Reprise mit einer viertaktigen Wendung einsetzt. Die Reprise (Takt 88 ff.) verläuft zunächst wie die Exposition. Die Wiederholung des ersten Themas führt allerdings in eine neue Passage mit dissonanten Akkorden, Tremolo und energisch wiederholter kadenzierender Abfolge von Tonika-Subdominante-Dominante – Akkorden. Das zweite Thema fehlt, stattdessen tritt der Kopf vom ersten Thema nochmals auf: erst in D-Dur, dann abrupt nach B-Dur gerückt, von wo aus die Musik langsam nach d-Moll abgleitet und auf dem A-Dur – Akkord mit Fermate zur Ruhe kommt.

### Zweiter Satz: Andante
D-Dur, 3/4-Takt, 69 Takte
Die Audiowiedergabe wird in deinem Browser nicht unterstützt. Du kannst die Audiodatei herunterladen.
Das zweiteilig angelegte Andante beginnt mit seinem gesanglichen, ruhigen Thema (Takt 1–12; A-Teil), bei dem neben den Violinen zunächst Oboen, dann Flöten stimmführend sind. Das Thema ist periodisch aufgebaut. In Takt 17 folgt ein neues kurzes Motiv mit abgesetzter Bewegung (B-Teil), das über eine gebundene Figur in Terzen zur Wiederholung des gesamten Abschnittes führt, wobei der B-Teil variiert ist. Der Satz klingt als Folge getragen-schleppender, ganztaktiger Akkorde aus inklusive kurzer Molltrübung und verhaucht nach einem Decrescendo „offen“ auf dem E-Dur – Septakkord im Pianissimo.

### Dritter Satz: Presto
D-Dur, 3/8-Takt, 159 Takte
Die Audiowiedergabe wird in deinem Browser nicht unterstützt. Du kannst die Audiodatei herunterladen.
Das erste Thema dieses „Kehraus“-Satzes (Takt 1–16) basiert auf einer ausformulierten Dominante-Tonika – Wendung mit Anhang aus virtuosen Sechzehntelläufen, die im Nachsatz eine Oktave tiefer wiederholt werden. Unmittelbar schließt sich das zweite Thema in der Dominante A-Dur an, bei dem die 1. Violine ihr Motiv mit charakteristischer Quarte abwärts über eilig dahinfließender Sechzehntel-Bewegung der 2. Violine / Viola spielt.
Die recht lange Schlussgruppe enthält mehrere kleine Motive mit Dreiklangsmelodik und kurzen Läufen, wobei das erste dieser Motive von 1. Violine und Viola / Bass versetzt vorgetragen wird. Sie geht nahtlos in den Mittelteil über, bei dem das vormals mehr motivartige zweite Thema zur gesanglich-wiegenden Melodie fortgesponnen wird. Über ein Crescendo mit virtuosen Läufen kündigt sich die Reprise (Takt 86 ff.) an, die wie der erste Teil des Satzes aufgebaut ist. Eine kurze Coda mit D-Dur – Akkorden beendet den Satz.